# مایکل نیپیر براون
مایکل نِـیپیر براون (انگلیسی: Michael Napier Brown؛ ‏ ۱۷ مارس ۱۹۳۷ – ۱۸ اوت ۲۰۱۶) کارگردان نمایش، نمایشنامه‌نویس و بازیگر اهل بریتانیا بود.
از فیلم‌ها یا مجموعه‌های تلویزیونی که وی در آن‌ها نقش داشته‌است، می‌توان به بینوایان، ارتش سری، دکتربعدازاین و دکتر هو اشاره نمود.